# Льста
Льста, или Лонница, — река в России, протекает по территории Новоржевского и Бежаницкого районов Псковской области. Устье реки находится в 45 км от устья Сороти по левому берегу. Длина реки — 80 км, площадь водосборного бассейна — 1310 км². Берёт своё начало из озера Ильсто.
Основные притоки:
- В 2 км от устья, по левому берегу реки впадает река Оршанка.
- В 20 км от устья, по левому берегу реки впадает река Олица.
- В 27 км от устья, по левому берегу реки впадает река Милютинка.
- В 47 км от устья, по правому берегу реки впадает река Мухровка.
- В 65 км от устья, по правому берегу реки впадает река Берёзовка.
- В 67 км от устья, по левому берегу реки впадает река Березка.

## Данные водного реестра
По данным государственного водного реестра России относится к Балтийскому бассейновому округу, водохозяйственный участок реки — Великая. Относится к речному бассейну реки Нарва (российская часть бассейна).